# بث‌ئیل

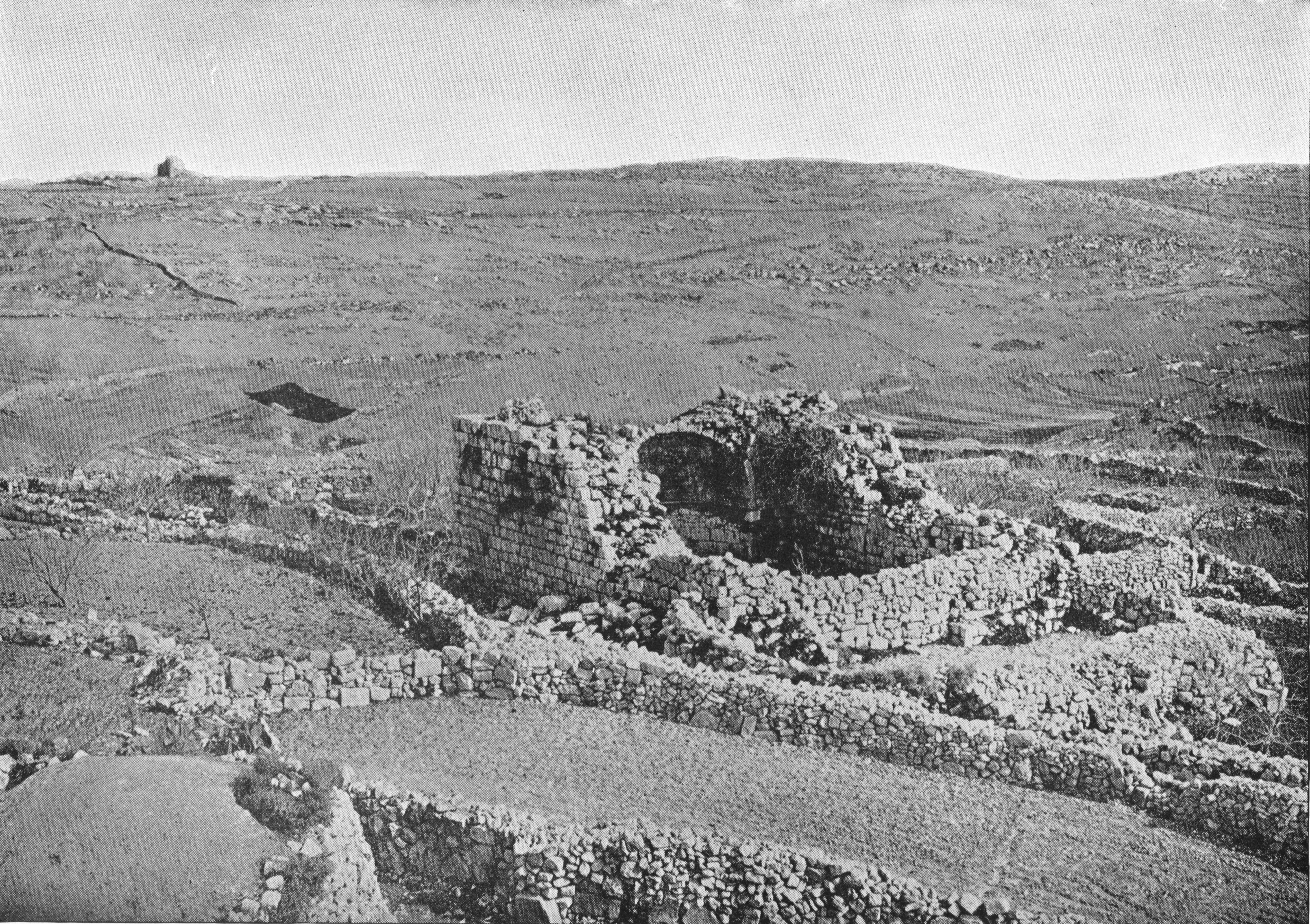
تصویری از سال ۱۸۹۴ از مکان منسوب به بث‌ئیل

بث‌ئیل (عبری: בֵּית אֵל‎، خانه ال یا خانه خدا) نامی است که در بخش‌های مختلف تنخ از آن استفاده شده‌است. بث‌ئیل اولین بار در ۱۲:۸ در سفر پیدایش یاد شده‌است و جایی در نزدیکی چادر ابراهیم است. بعداً در همان کتاب، یعقوب محلی که در آن خواب فرشتگان و الوهیم را دید، بث‌ئیل نام‌گذاری کرد. همو در ادامه داستان خود قربانگاهی به نام بث‌ئیل ساخت و به الوهیم تقدیم کرد. در بخش‌های بعدی تنخ، بث‌ئیل نام شهری در مرز قبایل اسرائیلی بنیامین و افرایم است.